# Ashley Cooper
Ashley John Cooper (ur. 15 września 1936 w Melbourne, zm. 22 maja 2020) – australijski tenisista, zdobywca Pucharu Davisa (1957).

## Kariera tenisowa
Miał krótką, ale błyskotliwą karierę amatorską. W latach 1957–1958 na osiem turniejów wielkoszlemowych wygrał cztery, łącznie był w sześciu finałach; dwukrotnie przegrywał w półfinałach French Championships.
Przegrał finał Wimbledonu 1957 z Lew Hoadem i finał U.S. National Championships 1957 z Malcolmem Andersonem. Zwyciężył w Australian Championships 1957, a w sezonie 1958 wygrał trzy turnieje – Wimbledon, Australian Championships i U.S. National Championships.
Odnosił także sukcesy w grze podwójnej, zwycięzca w tej konkurencji U.S. National Championships (1957), Australian Championships (1958, 1957 przegrał w finale) i French Championships (1957, 1958, przegrał w finale w 1956); finalista deblowego Wimbledonu w 1958.
W latach 1957–1958 reprezentował Australię w Pucharze Davisa, przyczyniając się do końcowego triumfu w 1957. W latach 1956–1958 notowany w czołowej dziesiątce rankingu światowego, w tym jako nr 1. na świecie 1957–1958.
W 1991 został przyjęty do Międzynarodowej Tenisowej Galerii Sławy, a w 1996 do Australijskiej Tenisowej Galerii Sławy.

### Finały w turniejach wielkoszlemowych

#### Gra pojedyncza (4–2)
| Końcowy wynik | Nr | Data | Turniej                                | Nawierzchnia | Przeciwnik       | Wynik finału             |
| ------------- | -- | ---- | -------------------------------------- | ------------ | ---------------- | ------------------------ |
| Zwycięzca     | 1. | 1957 | Australian Championships, Sydney       | Trawiasta    | Neale Fraser     | 6:3, 9:11, 6:4, 6:2      |
| Finalista     | 1. | 1957 | Wimbledon, Londyn                      | Trawiasta    | Lew Hoad         | 2:6, 1:6, 2:6            |
| Finalista     | 2. | 1957 | U.S. National Championships, Nowy Jork | Trawiasta    | Malcolm Anderson | 8:10, 5:7, 4:6           |
| Zwycięzca     | 2. | 1958 | Australian Championships, Sydney       | Trawiasta    | Malcolm Anderson | 7:5, 6:3, 6:4            |
| Zwycięzca     | 3. | 1958 | Wimbledon, Londyn                      | Trawiasta    | Neale Fraser     | 3:6, 6:3, 6:4, 13:11     |
| Zwycięzca     | 4. | 1958 | U.S. National Championships, Nowy Jork | Trawiasta    | Malcolm Anderson | 6:2, 3:6, 4:6, 10:8, 8:6 |

#### Gra podwójna (4–3)
| Końcowy wynik | Nr | Data | Turniej                                | Nawierzchnia | Partner          | Przeciwnicy                | Wynik finału            |
| ------------- | -- | ---- | -------------------------------------- | ------------ | ---------------- | -------------------------- | ----------------------- |
| Finalista     | 1. | 1956 | French Championships, Paryż            | Ceglana      | Lew Hoad         | Don Candy Robert Perry     | 5:7, 3:6, 3:6           |
| Finalista     | 2. | 1957 | Australian Championships, Sydney       | Trawiasta    | Malcolm Anderson | Neale Fraser Lew Hoad      | 3:6, 6:8, 4:6           |
| Zwycięzca     | 1. | 1957 | French Championships, Paryż            | Ceglana      | Malcolm Anderson | Don Candy Mervyn Rose      | 6:3, 6:0, 6:3           |
| Zwycięzca     | 2. | 1957 | U.S. National Championships, Nowy Jork | Trawiasta    | Neale Fraser     | Gardnar Mulloy Budge Patty | 4:6, 6:3, 9:7, 6:3      |
| Zwycięzca     | 3. | 1958 | Australian Championships, Sydney       | Trawiasta    | Neale Fraser     | Roy Emerson Bob Mark       | 7:5, 6:8, 3:6, 6:3, 7:5 |
| Zwycięzca     | 4. | 1958 | French Championships, Paryż            | Ceglana      | Neale Fraser     | Robert Howe Abe Segal      | 3:6, 8:6, 6:3, 7:5      |
| Finalista     | 3. | 1958 | Wimbledon, Londyn                      | Trawiasta    | Neale Fraser     | Sven Davidson Ulf Schmidt  | 4:6, 4:6, 6:8           |